# جسی لوئیس لسکی
جسی اِل. لِسکی (انگلیسی: Jesse L. Lasky؛ ‏ ۱۳ سپتامبر ۱۸۸۰ – ۱۳ ژانویهٔ ۱۹۵۸) تهیه‌کننده فیلم اهل ایالات متحده آمریکا بود.
از آثار او می‌توان به عضو معمولی باشگاه، میلیون‌ها دلار بروستر، قطار باری سریع‌السیر، گردآوری، محموله ویژه، زندگی بزمی، زن دنیادیده، شوهر جنگاور، قهرمان جهان، سوزان دیوانهٔ سرکش، کارمن،  به خانه خوش آمدی، شرکای جرم و نقطه فروپاشی اشاره نمود.